# Colt Conversion Revolver

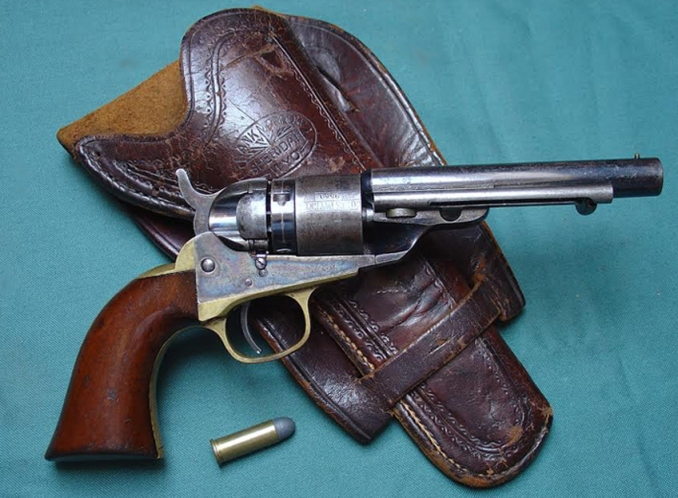
Colt Small Frame Conversion

Die Colt Conversion Revolver waren von der Colt Patent Firearms Manufacturing Co. auf Metallpatronen abgeänderte Perkussionsrevolver, um auf die von Smith & Wesson und Remington Arms auf den Markt gebrachten Hinterlader-Revolver zu reagieren. Diese Waffen wurden aus auf Lager liegenden abgeänderten Teilen von Perkussionsrevolvern oder auch neu produzierten Komponenten zusammengebaut.

## Das Rollin White Patent

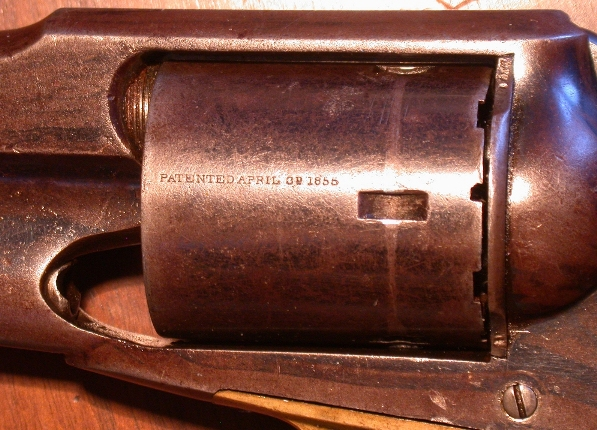
Remington Conversion, Patentinschrift Rollin White Patent April 3. 1855

In den 1850er Jahren entwickelte Rollin White, Mitarbeiter bei Colt, einen Lademechanismus für Revolver. Da Samuel Colt kein Interesse an Whites Mechanismus zeigte, verließ dieser die Firma und ließ seine Entwicklung patentieren. Die Patentzeichnung zeigte eine komplett zylindrisch durchbohrte Trommel. Das Patent wurde am 3. April 1855 für 7 Jahre ausgestellt, einmal erneuert und lief bis zum 3. April 1869. Die Firma Smith & Wesson erwarb die Produktionsrechte, nutzte jedoch nur die Möglichkeit, dank der zylindrisch vollständig durchbohrten Trommel Hinterladerrevolver für Metallpatronen herzustellen. Bereits Ende 1857 brachte die Firma einen ersten Revolver für Metallpatronen auf den Markt (vergl. Smith & Wesson No 1).
Einer der wichtigsten Konkurrenten Colts, Remington Arms brachte seinen Remington New Model Army und auch seine kleineren Modelle, umgebaut für Metallpatronen auf den Markt. Für Besitzer von Remington Perkussionsrevolvern wurde auch ein Umbausatz für ihre Waffen angeboten. Die Patentinschrift vom 3. April 1855 auf der Trommel weist darauf hin, dass Remington für diese Abänderung von Smith & Wesson, dem Inhaber des Rollin White-Patents, lizenziert war.
Alle anderen Waffenhersteller, auch Colt, waren zu dieser Zeit noch patentrechtlich gebunden und konnten ihren Kunden nur Revolver mit nicht zylindrisch durchgebohrten Trommeln anbieten. Nachdem Rollin White vergebens eine Verlängerung seines Patents um sieben Jahre beantragt hatte, wurde dieses im April 1869 hinfällig.
Interessant ist, dass Eugene Lefaucheux, Sohn von Casimir Lefaucheux, die durchbohrte Trommel bereits 1854 in Frankreich patentieren ließ.

## Colt Thuer Conversion

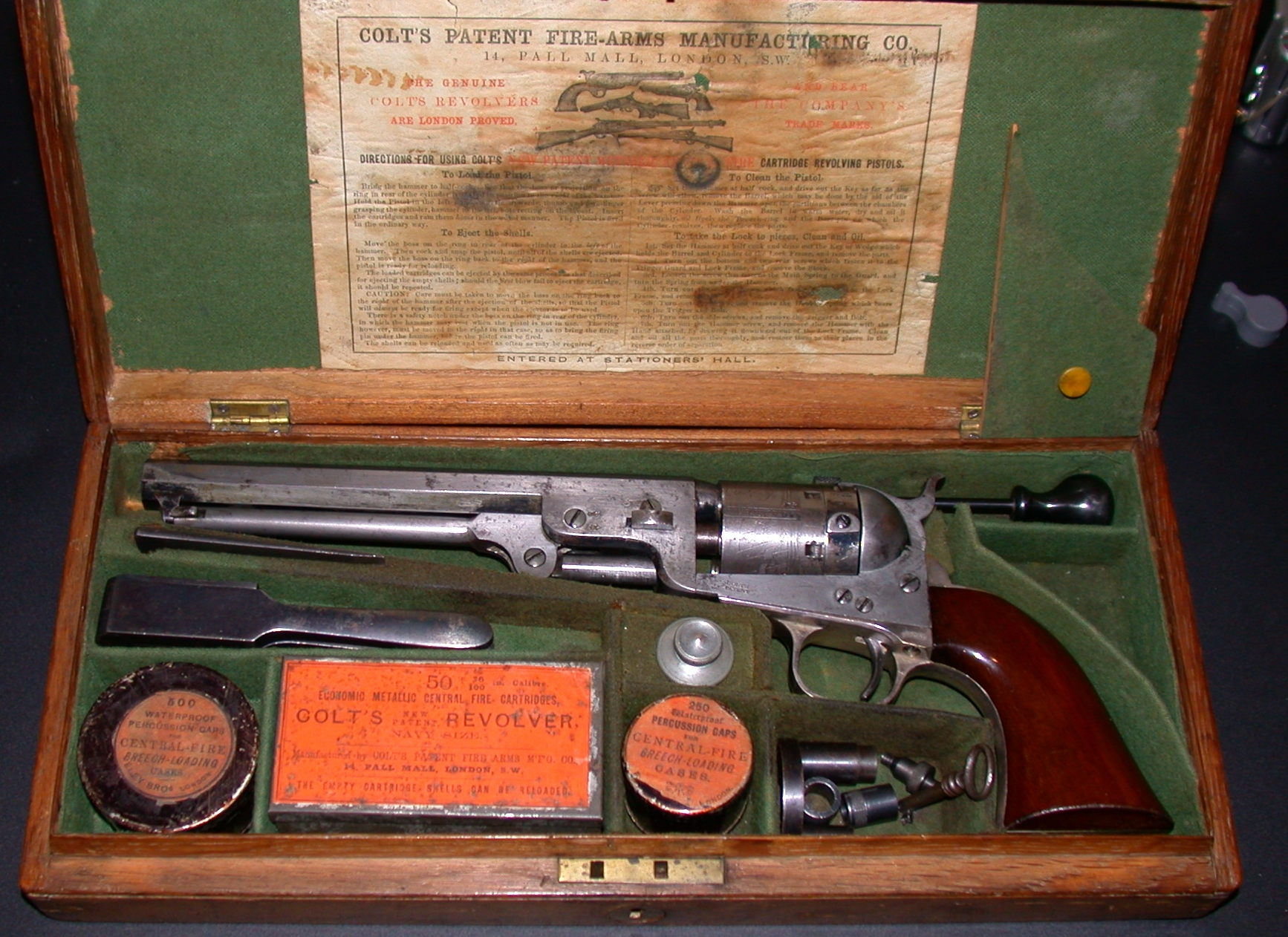
Colt Navy Thuer Conversion, Nachladegeräte im Abteil unter dem Abzugsbügel

Schon vor 1868 wurde von F. Alexander Thuer, einem Ingenieur bei Colt, ein Revolver entwickelt der Metallpatronen verschoss (Thuer-Conversion, Patente vom Sept. 15 1868; Jan. 4. 1870). Bei diesem Revolver war die Trommel durchgebohrt. Da die Bohrung konisch war, verletzte sie das Rollin White-Patent nicht, dieses bezog sich nur auf zylindrisch durchgebohrte Patronenlager. Beim Thuer-System wurden die Patronen mit passenden leicht konischen Hülsen von vorne in die entsprechend konischen Patronenlager so eingedrückt, dass sie festhielten. Beim Schuss wurde die Patrone durch den im Rahmen eingebauten Schlagbolzen zentral gezündet. Zugleich schlug der Hahn auf einen Kipphebel, der die früher abgeschossene Patronenhülse nach vorn auswarf. Die Waffe wurde in der Regel in einem Kasten mit Nachladegeräten für die Patronen und einer zusätzlichen Vorderladertrommel ausgeliefert.
Thuer Revolver wurden in allen Rahmengrößen, vom .49 Pocket, .51 Navy und .44 Army hergestellt, alle waren sechsschüssig. Vereinzelt wurden auch Langwaffen auf der Basis des Root-Systems mit geschlossenem Rahmen und seitlichem Hahn umgebaut. Der Aufbau des Thuer-Systems war sehr kompliziert und teuer. Überdies war die Funktion nicht befriedigend, da sich die Patronen beim durch die beim Schießen hervorgerufenen Erschütterungen lösen konnten. Insgesamt wurden zwischen 1868 und 1871 nicht mehr als 5.000 Exemplare der Thuer-Revolver aller Rahmengrößen und Kaliber hergestellt.

## Frühe Colt Revolver mit zylindrisch durchbohrter Trommel

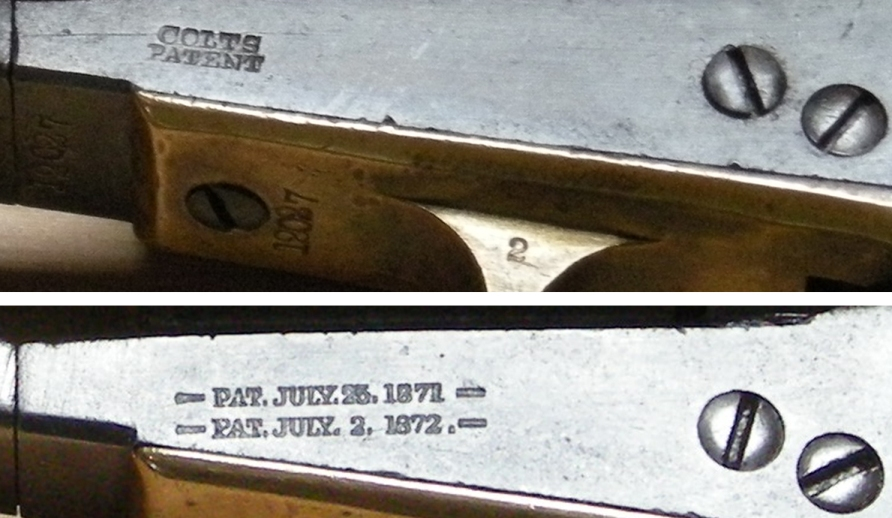
Colt’s Patent

Interessant ist, dass Colt nach 1869 bereits neu entwickelte Patronenrevolver, den Colt House 1871 (4000 Stück), den Open Top Pocket Model cal .22 (3000 Stück) sowie den Colt Open Top im Kaliber .44 Henry auf den Markt brachte.
Erst spät nach Ablauf des Rollin White Patents, ab 1872 und bis 1878, brachte Colt auf Hinterladung abgeänderte Revolver (Conversions) auf den Markt. Diese von seinen Ingenieuren Charles.B. Richards (U.S. Patent No. 117461 July 25, 1871) und William Mason entwickelten Umbauten von Perkussionsrevolvern waren für die damaligen Rand- oder Zentralfeuerpatronen konzipiert und wesentlich einfacher im Aufbau als die Thuer-Revolver. Die aus Vorderladerwaffen abgeänderten Rahmen trugen links die Aufschrift COLTS PATENT, während die neu hergestellten Rahmen die sogenannte „Two July“ Aufschrift trugen.

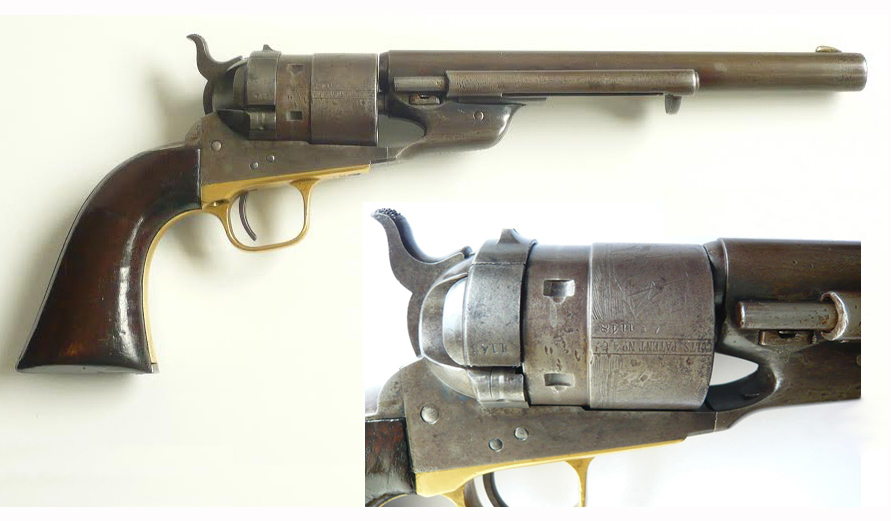
Colt 1860 Army Richards Conversion

## Colt Richards Conversion

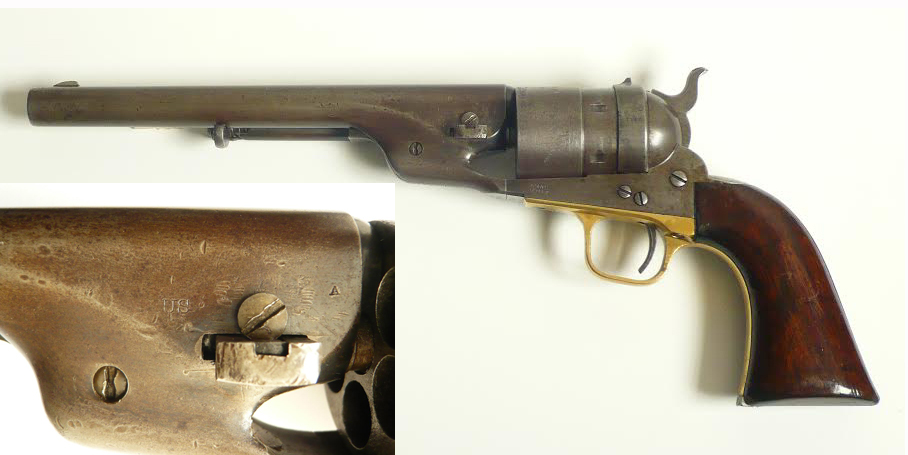
Colt 1860 Army Richards Conversion, U.S. Beschlag, "A" Abnahmestempel

Bei den für die U.S. Armee umgebauten und später auch neu hergestellten Waffen handelte es sich um Model 1860 Army Revolver mit 8 Zoll Lauf. Diese verschossen die von Armee damals verwendeten Kaliber .44 Martin Zentralfeuerpatronen, die auch von den eintausend im März 1871 an die Armee gelieferten Smith & Wesson Model 3 mit nach unten abklappbarem Lauf verwendet wurden.
Bei der Model 1860 Army Richards Conversion wurde die Trommel hinten verkürzt, die nun offenliegenden Bohrungen wurden aufs Patronenkaliber aufgebohrt. Hinter der Trommel wurde eine Platte auf den Rahmen aufgeschraubt. Diese hatte rechts die Ladeöffnung mit der nach unten schwenkbaren Ladeklappe, oben war das Visier angebracht. Der in der Platte liegende Zündstift wurde von der flachen Vorderseite des Hahns angeschlagen. Die ursprüngliche Ladevorrichtung unter dem Lauf wurde durch eine rechts angebrachte Hülse mit der darinliegenden Auswerferstange ersetzt. Hinten reicht diese Hülse nicht bis zum Laufende.
Die U.S. Armee ließ eine Anzahl ihrer Army 1860-Revolver im Kaliber .44 bei Colt nach System Richards umbauen. Die Seriennummern dieser Waffen liegen zwischen 23.000 und 144.000, die meisten wurden nicht nummerngleich zusammengebaut. Bei diesen Waffen wurde die oft angeschlagene Laufmündung auf eine Lauflänge von 7 7⁄8 Zoll zurückgeschliffen, die Laufmündung ist flach. Diese Armeewaffen wurden von Colt an die Springfield Armory geliefert und tragen den Abnahmestempel „A“ (Orville W. Ainsworth). Zudem wurden von Colt bis 1878 etwa 9000 Richards Conversions für den zivilen Markt umgebaut oder hergestellt (Seriennummer 1 – ca. 8700). 

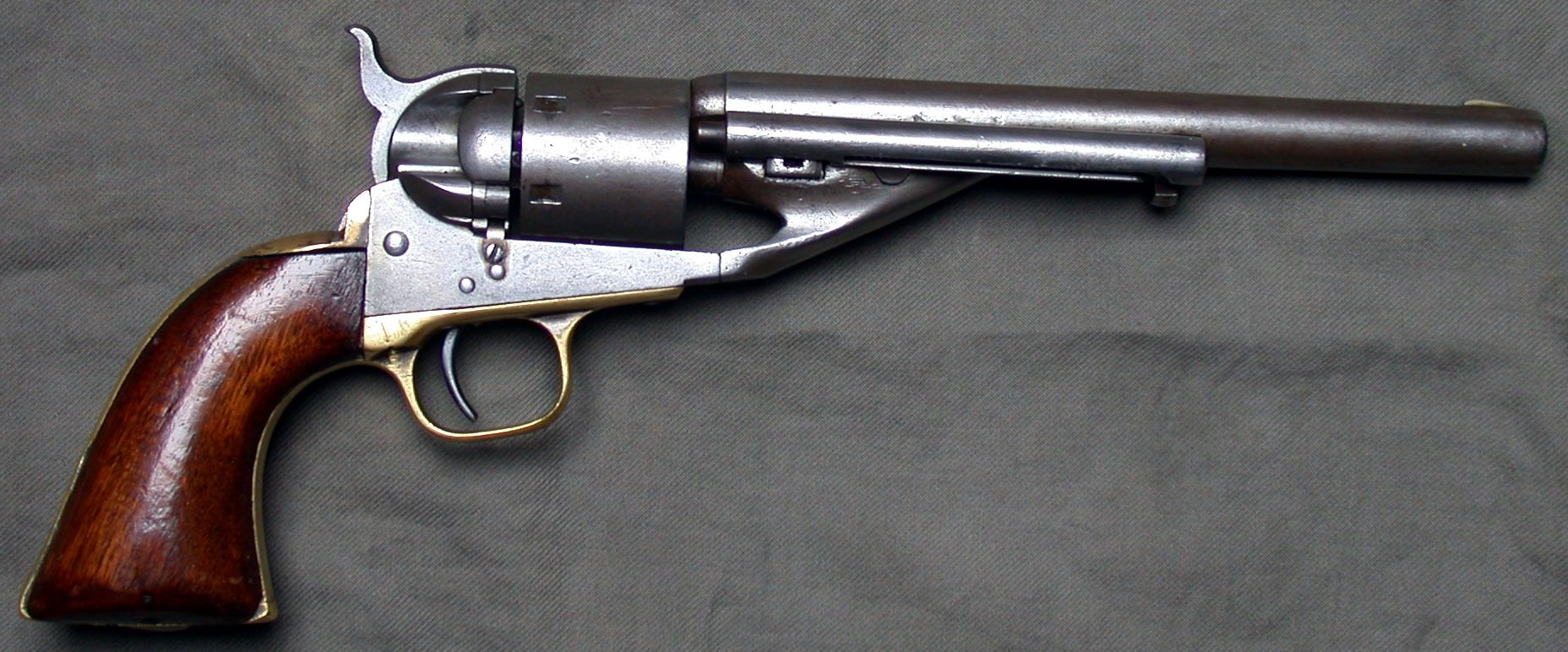
Colt Navy Model 1861 Richards Mason Conversion .38 cal

## Colt Richards Mason Conversion
Auch bei der späteren Richards-Mason Conversion wurde der hintere Teil der Trommel abgedreht, auch hier wurden entsprechende Trommeln neu hergestellt. Mason vereinfachte das System, er verzichtete auf den in die Platte integrierten Zündstift und befestigte diesen direkt am Hahn. Die U.S. Navy entschied sich für das System Mason für ihre Navy Mod. 1851 und 1861-Revolver im Kaliber .36 für Metallpatronen gleichen Kalibers .38 (.36 ersetzt durch neue Kaliberbezeichnung). Dabei wurden die ursprünglichen Läufe verwendet, deren Kaliber jedoch nicht verändert. Wie bei der Richards Conversion wurde der Ladehebel durch eine rechts angebrachte Vorrichtung zum Auswerfen der Hülsen ersetzt.

## Colt Small Frame Conversions

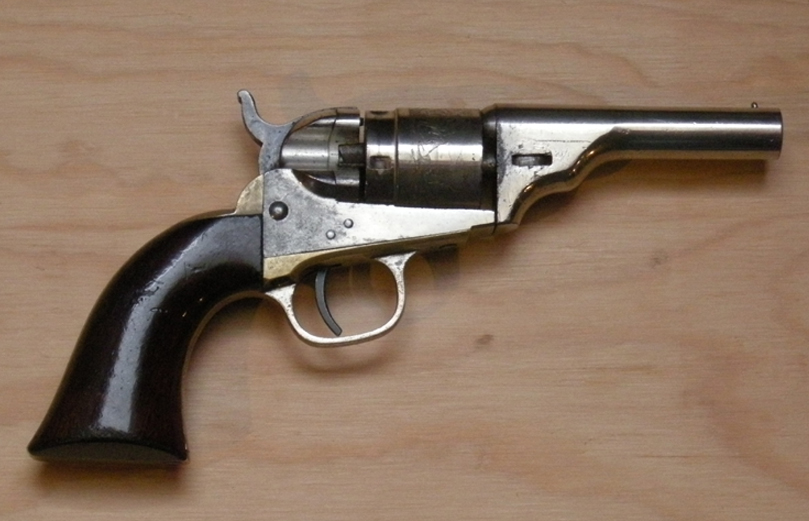
Colt Small Frame Conversion .38 cal

Colt hatte noch für Jahre Teile von Pocket Model 1849 Perkussionsrevolvern und ihren Nachfolgern Model 1862 Police und Pocket Navy in den Kalibern .31 und .36 am Lager. Die Firma änderte diese nach dem System von William Mason ab, stellte sie auch neu her und verkaufte diese Hinterladerrevolver, alle fünfschüssig und im Kaliber .36 zu günstigen Preisen. Von früheren Waffen übernommene Läufe waren achteckig, neu produzierte rund, mit oder ohne Auswerfer und Ladeklappe. Bis in die 1870er Jahre wurden auch noch Perkussionsrevolver hergestellt, diese waren noch billiger. Privatbesitzer von Perkussionsrevolvern konnten diese bei Colt auch für wenig Geld umbauen lassen.

## Andere Umbauten von Colt Perkussionsrevolvern
Schon lange bevor Colt seine Umbauten auf den Markt brachte, wurden Perkussionsrevolver zu Patronenrevolvern umgebaut. Hierbei waren der Fantasie der Waffenschmiede keine Grenzen gesetzt. Unzählige Patente und Versionen von mehr oder weniger brauchbaren Waffen überschwemmten den Markt. Auch später wurden Perkussionsrevolver, auch anderer Hersteller, vom Büchsenmachern im mehr oder weniger gleichen Stil abgeändert. Alle diese Waffen verschossen mit Schwarzpulver geladene Rand- oder Zentralfeuerpatronen und dürfen keinesfalls mit moderner Munition geschossen werden. Dies gilt auch für originale Colt Conversions.